# Нові Межвиці
Нові Межвиці (пол. Nowe Mierzwice) — село в Польщі, у гміні Сарнаки Лосицького повіту Мазовецького воєводства.
Населення — 63 особи (2011).
У 1975-1998 роках село належало до Білопідляського воєводства.

## Демографія
Демографічна структура станом на 31 березня 2011 року:
|          | Загалом | Допрацездатний вік | Працездатний вік | Постпрацездатний вік |
| -------- | ------- | ------------------ | ---------------- | -------------------- |
| Чоловіки | 31      | 2                  | 22               | 7                    |
| Жінки    | 32      | 6                  | 14               | 12                   |
| Разом    | 63      | 8                  | 36               | 19                   |